# Ray Nance

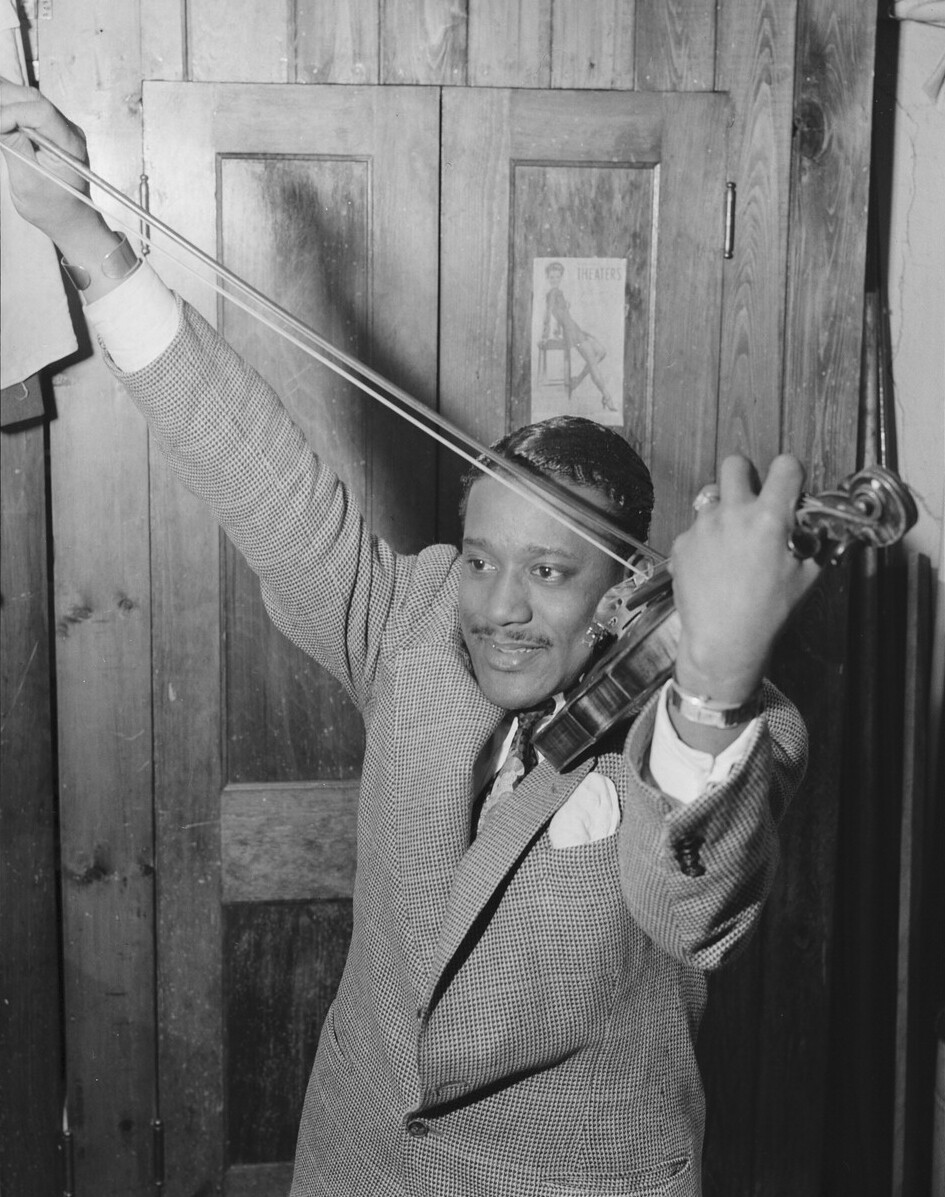
Ray Nance

Ray Nance (Chicago, 10 december 1913 - New York, 28 januari 1976) was een violist en trompettist in het orkest van Duke Ellington.

## Albums
- Duke Ellingtons Jazz Violin Session

- Bibsys: 61804
- Biblioteca Nacional de España: XX889829
- Bibliothèque nationale de France: cb13897847c (data)
- CiNii: DA16011221
- Gemeinsame Normdatei: 13461058X
- International Standard Name Identifier: 0000 0000 8394 3100
- Library of Congress Control Number: n81071432
- MusicBrainz: a765d3e6-0a39-4910-b0d8-f80557be846d
- Réseau des bibliothèques de Suisse occidentale: 02-A006327582
- Istituto Centrale per il Catalogo Unico: DDSV005858
- SNAC: w6kh1jr4
- Système universitaire de documentation: 244274347
- Virtual International Authority File: 74038456
- WorldCat: E39PBJyGTb4b3Gd9XBD9jY9qwC